# Tamar Abaschidse
Tamar Abaschidse  (georgisch თამარ  აბაშიძე), (geb. 22. Apriljul. / 4. Mai 1892greg., Sestaponi, Georgien; gest. 16. Mai 1960, Tiflis) war eine georgisch-sowjetische Schauspielerin und Volkskünstler der Georgischen SSR (1950).
Ihr Debüt gab sie 1913 in Amateurproduktionen in der Stadt Tschiatura. Sie studierte am Theaterstudio in Rostow (1916). Seit 1921 spielte sie in den Bezirkstheatern von Georgien: in Kutaissi, Tschiatura, Gori und anderen. Sie spielte heroisch-dramatische und komische Rollen: Chanuma im Stück Awksenti Zagarelis, Kruchinina, Wassa Schelesnowa und andere.
Bereits als reife Schauspielerin spielte sie in zwei herausragenden georgischen Filmen mit und schuf darin brillante Bilder von älteren Frauen:
- 1954: Ellite, die Großmutter der Marine, in der Filmkomödie „Dragonfly“ von Siko Dolidse und Lewan Chotiwari
- 1956: Datos Großmutter im Film „Unser Hof“ von Reso Tschcheidse